# Phronia mutila
Phronia mutila är en tvåvingeart som beskrevs av Lundstrom 1911. Phronia mutila ingår i släktet Phronia och familjen svampmyggor.
Artens utbredningsområde är Österrike. Inga underarter finns listade i Catalogue of Life.